# Jiří Rusnok (politik LIDEM)
Jiří Rusnok (* 21. července 1983 Třinec) je český politik a ekonom, v letech 2010 až 2013 poslanec Parlamentu ČR za Moravskoslezský kraj, bývalý člen Věcí veřejných a později člen LIDEM - liberální demokraté, od listopadu 2013 do února 2014 první místopředseda strany LIDEM.

## Vzdělání, profese a rodina
Vystudoval ekonomiku podnikání v obchodě a službách na Obchodně podnikatelské fakultě Slezské univerzity, kde získal titul Ing. Po studiích pracoval jako provozní ekonom v personální agentuře.

## Politická kariéra
Do VV vstoupil v prosinci 2009. Ve volbách 2010 byl zvolen do dolní komory českého parlamentu. za Věci veřejné. V dubnu 2012 z VV vystoupil a stal se členem nově vzniklé strany LIDEM - liberální demokraté. Podle MF Dnes patřil mezi nejpasívnější poslance parlamentu.
Ve volbách do Poslanecké sněmovny Parlamentu České republiky v roce 2013 kandidoval, stejně jako další členové LIDEM, za Stranu soukromníků České republiky, ale neuspěl.
V listopadu 2013 byl na druhém celorepublikovém sněmu LIDEM zvolen 1. místopředsedou této strany. Funkci zastával do února 2014.